# Сигрид Гордая
Сигрид Гордая (швед. Sigrid Storråda, X и XI века) — полулегендарная жена королей Эрика VI Победоносного и Свена Вилобородого, героиня скандинавских саг.

## Дискуссия о личности и происхождении
В источниках приводятся противоречивые сведения, касающиеся Сигрид Гордой. В «Саге об Олафе Трюггвасоне» Сигрид однозначно называется дочерью викингского вождя Скагула Тоста (в саге — Скёглара-Тости), которая сначала была женой короля Эрика Победоносного, а затем — Свена Вилобородого. По саге Свен женился на Сигрид после того, как умерла его первая жена, Гунхильда Венденская. Однако хронист Адам Бременский сообщал о польской княжне, дочери Мешко I, которая сначала была женой Эрика Победоносного, а после Свена Вилобородого. Саксон Грамматик подтверждал, что Свен взял в жены вдову Эрика Победоносного. Соответственно, по этой версии польская княжна и Сигрид — одно лицо, дочь польского князя Мешко. Иногда Святослава также фигурирует под именем Гунхильды (в одном из генеалогических справочников названа «Святославой-Гунхильдой»). Это поднимает еще один спорный вопрос — об отождествлении Сигрид Гордой (второй жены Свена Вилобородого) с Гунхильдой Венденской, первой женой датского короля и матерью Кнуда Великого. Славянское имя матери Кнуда Великого предположительно восстанавливается по имени сестры Кнуда, которую (что нехарактерно для Дании) звали Сантслава (то есть, Святослава), вероятнее всего, в честь матери.
В саге приводится следующая информация: «Свейн, конунг датчан, был женат на Гуннхильд, дочери Бурицлава, конунга вендов. Но в то время, о котором только что рассказывалось, случилось, что Гуннхильд заболела и умерла. Вскоре после этого Свейн конунг женился на Сигрид Гордой, дочери Скёглар-Тости, матери Олава Шведского, конунга шведов. Благодаря этому браку возникла тесная дружба между конунгами, а также между ними и ярлом Эйриком сыном Хакона». Таким образом, сага различает Гунхильду и Сигрид Гордую. Однако примечательным является тот факт, что Гунхильда называется в саге дочерью Бурицлава (Бурислава), которого по одной из самых распространенных версий отождествляют как раз с польским князем Мешко I (несозвучие имени объясняется тем, что Бурицлав (Бурислав) может быть собирательным образом Мешко I и его сына Болеслава Храброго).
Однако против версии о том, что Святослава (Гунхильда) и Сигрид являются разными людьми, говорит тот факт, что известна примерная дата смерти дочери Мешко Святославы-Гунхильды — около 1013/1014 года, что прямо противоречит саге, которая утверждает, что Гунхильда, первая жена Свена Вилобородого, умерла до 995 года. Впрочем, это может указывать на то, что Гунхильда из Вендена и Святослава Польская — разные люди.
Таким образом есть несколько предположений о личности Сигрид Гордой:
- Гунхильда (Святослава) и Сигрид Гордая — разные люди. Гунхильда (Святослава), дочь Мешко I, была первой женой Свена Вилобородого и родила в этом браке двух сыновей — будущих королей Дании Харальда и Кнуда, а также трёх дочерей. После ее смерти Свен женился на дочери Скагула Тоста Сигрид. Не объясняет то, что по другим источникам Гунхильда, жена Свена Вилобородого, умерла гораздо позже той даты, которую предлагает сага;
- Сигрид Гордая — это Святослава, дочь Мешко I. Эта версия основывается на сообщениях Адама Бременского (которые признаются ненадежными) и Саксона Грамматика, а также на том факте, что иное имя второй жены Свена Вилобородого нигде, кроме саг, не упоминается. Например, хорошо знакомый с реалиями эпохи Титмар Мерзебургский упоминает о браке Свена с польской принцессой (не называя ее по имени), которая стала матерью Кнуда Великого. Это сочетается с версией саги, но ни один из хронистов не упоминает имя Сигрид Гордой (что труднообъяснимо, учитывая, что семейные дела Свена I и Кнуда Великого достаточно подробно описываются в европейских хрониках). В таком случае в Скандинавии Святослава могла использовать несколько имен, которые были известны авторам саг — Гунхильда и Сигрид;
- Гунхильда и Сигрид Гордая — разные люди, но обе были дочерями Мешко I. В таком случае Свен и первым, и вторым браком был женат на дочерях Мешко I. В пользу этого может косвенно свидетельствовать наличие явного курса датского короля Харальда I Синезубого на укрепление династических связей с Польшей — он женил своего сына на польской княжне, а впоследствии (уже после предполагаемого второго брака Свена) выдал свою дочь Тиру за польского князя;
- Сигрид Гордая и вдова Эрика Победоносного, вышедшая за Свена Вилобородого, — разные люди. Это базируется опять же на сообщении Адама Бременского, который заявляет, что Эрик Победоносный женился на сестре польского князя Болеслава Храброго для укрепления союза между ними. Это не могло произойти до 992 года, поскольку именно в этом году Болеслав I стал править Польшей. В таком случае, сестра Болеслава была женой Эрика Победоносного недолго (он умер в 995 году), а потом вторично вышла замуж за Свена Вилобородого. Однако в таком случае вторая жена Эрика не могла быть матерью Олафа Шётконунга, который родился около 980 года. В таком случае возможно, что яркий образ польской княжны затмил в сагах образ первой жены Эрика;
- Сигрид Гордая не существовала реально, либо была спутана автором саги с кем-то другим. Никакие источники, кроме скандинавских саг, ее не упоминают. Описанные в саге действия Сигрид исследователи воспринимают критически, так, например, Е. А. Рыдзевская считает сюжет о мести Сигрид Гордой своим женихам легендой и связывает ее с влиянием легенд о мести княгини Ольги.

## Биография
Если принять версию саги о том, что Сигрид Гордая была женой Эрика Победоносного и матерью Олафа Шётконунга, то она едва ли могла родиться позже середины 960-х годов, так как Олаф родился в 980 году. По версии о родстве со Скагулом Тостом Сигрид не могла родиться позже 975 года, так как в этом году Скагул Тост умер.
По версии о польском происхождении (то есть, рождении Святославы-Гунхильды-Сигрид в семье Мешко I и Дубравки) Сигрид не могла родиться позже 977 года, потому что в этом году Дубравка умерла.

### По саге
Согласно ряду скандинавских саг и шведских хроник, в частности Catalogus Regum Sveciae (1333), матерью первого христианского короля Швеции Олафа Шётконунга была Сигрид Гордая, по имени которой назван Сигридлаф. Круг Земной говорит о Сигрид, как о красивой, но мстительной женщине.
Саги называют ее дочерью Скагула Тоста, женой шведского короля Эрика Победоносного и матерью его сына Олафа. Брак с Эриком для саги не был удачным, и вскоре перешел в распрю, из-за чего Сигрид была выслана вместе с сыном во владения отца. После смерти Эрика, руки Сигрид стали добиваться многие знатные женихи. Проявивших чрезмерную настойчивость вестфольского конунга Харальда Гренске и конунга из Гардарики Виссавальда слуги Сигрид по её приказу сожгли в доме (Ф. А. Браун и вслед за ним Д. С. Лихачёв отождествляли Виссавальда с волынским князем Всеволодом Владимировичем, сыном Владимира Святого, которому на момент сватовства к Сигрид должно было быть 11 или 12 лет; Л. В. Войтович счел эту версию маловероятной).
Следующий претендент на руку Сигрид, король Норвегии Олаф Трюггвасон потребовал, чтобы она приняла христианство. Сигрид ответила, что не откажется от веры предков. В ярости Олаф ударил её по лицу. Сигрид спокойно проговорила: «Это приведёт тебя к смерти». Чтобы отомстить за обиду, Сигрид вышла замуж за враждовавшего с Олафом короля Дании Свена Вилобородого. Таким образом, был создан союз Швеции и Дании. Около 1000-го года объединённая армия Свена Вилобородого и ставшего шведским королём Олафа Шётконунга, разбила норвежцев в морском сражении при Свольдере, в котором Олаф Трюггвасон погиб.